# يوجي نومي
يوجي نومي (باليابانية: 野見 祐二 Nomi Yūji ولد في 19 يوليو 1958 في طوكيو) هو ملحن ياباني، عمل مع استوديو غيبلي في أفلام همس القلب وعودة القط ويعتبر تلميذ للملحن ريويتشي ساكاموتو الذي ساعده تلحين أعمال مثل الإمبراطور الأخير وأجنحة هوناميز.

## وصلات خارجية
- يوجي نومي على موقع IMDb (الإنجليزية)
- يوجي نومي على موقع ميوزك برينز (الإنجليزية)
- يوجي نومي على موقع ديسكوغز (الإنجليزية)
- يوجي نومي على موقع قاعدة بيانات الفيلم (الإنجليزية)
- يوجي نومي على موقع ANN person (الإنجليزية)

1. ↑  MusicBrainz (بالإنجليزية), MetaBrainz Foundation, QID:Q14005